# Youxin Yang
Youxin Yang (chinesisch 杨有新; geb. 1963 in Xuzhou, China) ist eine Wissenschaftlerin, Drehbuchautorin, Filmregisseurin und Malerin.
Youxin Yang studierte Medizin in Nanjing. Sie erlangte ihren Doktor der Medizin in Paris an der Universität Pierre und Marie Curie. Für ihre Arbeit zu WT1 Genen beim Densy-Drash-Syndrom und der diffusen mesangialen Sklerose erhielt sie den Preis für Jungwissenschaftler der Association pour l'étude de la pathologie pédiatrique.

## Drehbuchautorin und Filmregisseurin
Feuille (deutsch: Blatt), der erste Spielfilm Youxin Yangs, gewann den Remi Platinum Award beim 37. WorldFest Houston International Film Festival, den Accolade Award (Award of Excellence), und den Best Drama beim 2004 New York International Independent Film and Video Festival.
Die ursprüngliche Version des Films war ein abendfüllender Spielfilm. Er wurde 1998 in Paris gedreht. Feuille erzählt die Geschichte zweier Künstlerinnen, der chinesischen Malerin Meihua (Youxin Yang) und einer französischen Fotografin (Sabine Bail).
Bei erleben zusammen Konflikte mit den Kulturen und Homosexualität. Sie teilen tiefere Aspekte der menschlichen Natur: Ehrlichkeit, Großzügigkeit und Schönheit. Der Film durfte wegen seines Inhalts in China nicht gezeigt werden. Er wurde in einer gekürzten Fassung auf einem Shanghaier Fernsehkanal unter dem Titel Listening to the Rain gezeigt.
Die Filmautoren bearbeiteten den Film immer wieder, bis die endgültige Version durch das Gewinnen mehrerer Preise bei internationaler Filmwettbewerbe und -festivals Anerkennung fand. Obgleich es nur eine kleine unabhängige Produktion war, wurde der Film vom World Journal für seine Beschreibung reiner Liebe und Freundlichkeit in der menschlichen Natur gerühmt.

## Songschreiberin
Yangs Spielfilm Feuille erschien auch mit neuen Bildern und dem Titelsong True Love Has Only One End als Musical. Der Titelsong wurde von Youxin Yang selbst geschrieben und vertont. Der Film gewann am 28. April 2007 einen Remi Gold Award beim 40. WorldFest Houston.
Youxin Yang gewann den Award of Excellence bei der 2005 Accolade Competition für den Text ihres Songs Silent Fire aus ihrem zweiten Spielfilm Silent Fire, der auch den Best Score beim New York International Independent Film Festival 2005 gewann.
Part 1: Baby get rid of that dark obsession please!
Das Projekt beschäftigt sich mit dem Thema Gewalt. Insbesondere mit durch Jugendliche verübte Gewalt, wie Terrorismus und Gewalt an Schulen. Diese Musikvideo und ihre Bilderserie Peace wurden im September 2014 im Arts Club of Washington DC und im Oktober 2014 in der Watertown Free Public Library gezeigt.
Sandra Gobar, Kuratorin des Arts Club of Washington, sagte: “Her palette, once on the canvas, is reminiscent of more than a Zen-like experience. She beautifully mesmerizes you with her painfully poetic conversation she engages you in, and invites you into the conversation as well when you look at herwork.” (Sandra Gobar, deutsch: „Ihre Malerei, wenn sie erst einmal auf der Leinwand ist, erinnert mehr an eine Zen-artige Erfahrung. Sie fasziniert Dich auf wundervolle Art mit ihrer schmerzlich poetischen Auseinandersetzung, sie zieht Dich hinein und lädt Dich zudem in die Auseinandersetzung ein, während Du ihre Arbeit betrachtest.“)
Ihr Gemälde Peace wurde in der Ausstellung Pursuing Justice Through Art gezeigt, die 2015 vom Whistler House Museum of Art präsentiert wurde.
Baby get rid of that dark obsession please! erhielt 2014 den Ehrenpreis bei der Accolade Global Film Competition, und den Ehrenpreis bei der Best Shorts Film Competition.
Part 2: God means loving, not killing!
Das Musikvideo God means loving, not killing! gewann drei Remi Awards in den Kategorien World Peace & Understanding, Historical und Film & Video Art beim 48. Annual WorldFest Houston International Independent Film Festival.
God means loving, not killing! war der Gewinner der Kategorie New Age bei den American Songwriting Awards 2016.

## Malerin
Ihr Gemälde Dialogue between History and Modern I gewann 2008 die WCA national Featured Member Artist Competition.
Ihre Arbeiten Dialogue between History and Modern II und Peace III gewannen den ersten Platz und eine ehrenvolle Erwähnung bei der Ausstellung People, Faces, and Figures 2013 der Leading Artists Gallery. Die Jurorin Maud Taber-Thomas sagte: „Dieses Stück ist wirklich wunderschön in der Art, wie die Buchstaben des Schriftstücks Leben und eine eigene Persönlichkeit erhalten und an der allgemeinen Bewegung des Stückes teilnehmen. Die Buchstaben werden aktive ‚Charaktere‘ in der dramatischen Komposition und erstellen in Umkehrung der Evolution von Bildern zu Piktogrammen zu Symbolen, die zu Schrift der heutigen Zeit führte. Die ungewöhnliche Komposition und die umsichtige Verwendung zarter Farben machen es zu einem äußerst besonderen Stück.“
Ihre Gemälde wurden auf internationalen Einzelausstellungen im Espace Richelieu in Paris, Frankreich, der L'Essence Art Gallery in Boston, USA, dem Cultural Exchange Center in Boston, USA und im Dr. Sun Yat-Sen Classical Chinese Garden in British Columbia, Kanada ausgestellt.
Artikel zweier französischer Kunsthistoriker und mehrerer chinesischer Journalisten wurden mit Bildern Yangs in einem Buch mit dem Titel Youxin Yang, M.D.,  Ph.D.:  An Artist and Scientist zusammengestellt. Diese gesammelten biografischen chinesischen Artikel stammten aus den Presseerzeugnissen The European Times, Europe Journal, Modern Family, The Chinese Journal of Youth the Youth References und World Journal.
Peace Art Exhibition
Im April 2012 fand im Dr. Sun Yat-Sen Classical Chinese Garden in British Columbia, Kanada eine Einzelausstellung Yangs mit dem Titel Peace statt.
Yangs Gemälde Peace 1 zeigt sieben Babys unterschiedlicher Ethnien über zwei Reihen internationaler Führungspersönlichkeiten. In einer Reihe sind als positiv und friedliebend angesehene Personen, darunter die früheren US-Präsidenten George W. Bush und Barack Obama. In der anderen Reihe sind negativ angesehene Personen, darunter der deutsche Führer Adolf Hitler und der Gründer al-Qaida Osama bin Laden. Zwischen den Babys und den Anführern gibt es eine Blase, die die Verantwortung der "guten" Anführer für den Schutz der Unschuldigen darstellen soll. Das Bild gewann den Zweiten Preis in Wassermalerei bei der Highlands Museum and Discovery Center’s National Juried Art Show 2013.
Ihr Gemälde Peace III wurde für den 26. Jährlichen September-Wettbewerb des Alexandria Museum of Art ausgewählt.
Yangs Gemälde Peace II, 2012, Peace IV, 2013, Peace I, 2012 und Peace VI-Boston Marathon 2013 gewannen 2013 den American Art Award in der Kategorie Pastell.
Youxin Yang erhielt 2013 in Massachusetts, USA den dotierten Stoney Award für die meisten Siege. Ihre Wasserfarben-, Öl- und Tuschebilder gewannen ein Dutzend Preise in den 52 Kategorien der 2013er American Art Award’s.